# Giacomo Metellini
Giacomo Metellini (Trieste, 2 luglio 1912 – Vittorio Veneto, 24 giugno 2012) è stato un generale e aviatore italiano, che partecipò alla guerra civile spagnola e alla seconda guerra mondiale, venendo decorato numerose volte per il valore dimostrato in combattimento. Dopo la fine della guerra militò nelle file dell'Aeronautica Militare Italiana dove fu comandante del 20º Gruppo e poi del Reparto Volo della 51ª Aerobrigata..

## Biografia
Nacque a Trieste il 2 luglio 1912,  figlio di Carlo Metliclovetz e di Anna De Simon. La sua famiglia assunse la cittadinanza italiana con la fine della prima guerra mondiale, e l'annessione di Trieste al Regno d'Italia. Nel 1929 entrò nella Regia Aeronautica a Firenze come Allievo sergente pilota. Nel 1930 conseguì il brevetto di sergente pilota sull'aeroporto di Aviano. Studiò duramente per prepararsi all'ingresso alla Regia Accademia Aeronautica di Caserta da cui uscì sottotenente nel 1938. Assegnato alla specialità caccia prese parte alla guerra civile spagnola assegnato alla 102ª Squadriglia del X Grupo de Caza dell'Aviazione delle Baleari, di stanza all'aeroporto di Palma di Maiorca, nel marzo 1939, poco prima della fine delle ostilità.
L'entrata in guerra del Regno d'Italia, il 10 giugno 1940, lo vide nelle file del 2º Gruppo del 6º Stormo Caccia Terrestre, equipaggiato con i Fiat C.R.32 sulle basi di Brindisi e Taranto-Grottaglie. Combatté in Africa settentrionale e su Malta, volando a bordo di numerosi tipi di velivoli tra cui: Fiat G.50 Saetta, Fiat C.R.42 Falco, Reggiane Re.2001. 
Nel gennaio 1941, con il grado di tenente, era in servizio nella 152ª Squadriglia equipaggiata con i Fiat G.50 Saetta.
Nel 1942 partecipò alla battaglia di mezzo giugno ed alla battaglia aeronavale di mezzo agosto nel Mediterraneo centrale, lanciata dalle forze italo-tedesche nel tentativo di fermare un convoglio alleato che doveva portare vitali rifornimenti all'isola di Malta. Per il coraggio dimostrato in combattimento venne insignito della medaglia d'argento al valor militare sul campo. Il 1º gennaio 1943 il 2º Gruppo C.T. fu posto in posizione quadro per essere ricostituito nella primavera come 2º Gruppo Autonomo Intercettori, assegnato al Comando Caccia Intercettori "Leone". Durante la primavera-estate del 1943 comandò, come capitano, la 152ª Squadriglia dotata di caccia Fiat C.R.42CN e Reggiane Re.2001CN di stanza sull'aeroporto di Luni-Sarzana.
Nel corso di quell'anno sposò la signorina Corinna Geromel, e richiamato in servizio dalla Repubblica Sociale Italiana, scelse di espatriare in Svizzera dove venne internato. Nel maggio 1945, dopo la fine della guerra, rientrò in Italia. Nel 1949  rientrò nei ranghi dell'Aeronautica Militare Italiana, dove prestò servizio nel 51º Stormo (poi 51ª Aerobrigata) diventando prima comandante del 22º Gruppo e poi del Reparto Volo (51º Stormo, 20º e 22º Gruppo). In questo reparto ebbe modo di pilotare alcuni tipi di velivoli a reazione tra cui Republic F-84G Thunderjet, Republic F-84F Thunderstreak e North American F-86K Sabre. Con il grado di colonnello fu comandante della base di Rivolto, che divenne sede della pattuglia acrobatica nazionale. 
Nel corso del 1960 fu trasferito a Vittorio Veneto come ufficiale di collegamento del V Corpo d'Armata. 
Lasciò il servizio attivo nel 1967, transitando nei ruoli della riserva con il grado di generale di brigata aerea e, dieci anni dopo, venne collocato in congedo assoluto. Iscrittosi alla sezione dell'Associazione Arma Aeronautica di Pordenone continuò a volare fino a tarda età su un ultraleggero presso l'aeroclub della Comina insieme al proprio figlio Alessandro.
Si spense il 24 giugno 2012 presso l'Ospedale Civile di Vittorio Veneto. Durante la sua carriera di pilota volò su cinquanta tipi diversi di aeroplani compiendo in totale 2558 ore di volo, delle quali 382 di guerra.

## Onorificenze
- Distintivo d'oro per oltre 60 missioni di guerra compiute nella specialità della caccia.

## Pubblicazioni
- Un pilota racconta, Ugo Mursia editore, Milano, 2011

### Annotazioni
1. ↑  Timoniere sulle navi della k.u.k. Kriegsmarine, e poi sulle navi mercantili. Il nome della famiglia fu mutato poi da Giacomo in Metellini.
2. ↑  Che gli diede cinque figli.
3. ↑  Da cui ebbe quattro figli: Ariella, Annalisa, Roberto e Alessandro.
4. ↑  In quell'anno conseguì l'abilitazione al pilotaggio dei caccia Aermacchi C.202 Folgore, Aermacchi C.205 Veltro, Supermarine Spitfire e North American P-51 Mustang.
5. ↑  Anche su idrovolanti come i Savoia-Marchetti S.55 e S.59.

### Fonti
1. 1 2 3 4 5 6  Aeronautica n.7, luglio 2012, p. 41.
2. 1 2  Tommaso Bisagno, Un pilota gentiluomo, Il Gazzettino di Treviso, 27 luglio 2011, pag.2.
3. ↑  Emiliani 2012, p. 64 , andò in Spagna sotto il falso nome di Giacomo Metel.
4. 1 2 3  Cristina Savi, Editoria, Il Messaggero Veneto, 27 marzo 2008, pag.5.
5. 1 2  Francesca Gallo, Eroe di guerra muore alla vigilia del suo centenario,  La Tribuna di Treviso, 26 giugno 2012.
6. 1 2  Aeronautica n.12, dicembre 2011, p. 42.

### Periodici
- Giacomo Metellini, un pilota racconta, in Aeronautica, n. 12, Roma, Associazione Arma Aeronautica, dicembre 2011,  p. 42.
- Giacomo Metellini, in Aeronautica, n. 7, Roma, Associazione Arma Aeronautica, luglio 2012,  p. 41.
- (ES) Angelo Emiliani, Fuentes para la guerra aérea en España: memorias de los aviadores de la aviación legionaria, in Aeroplano- Revista de Historia Aeronáutica, n. 30, Madrid, Instituto de Historia y Cultura Aeronáuticas, 2012,  p. 64.

| Controllo di autorità | VIAF (EN) 182196956 · ISNI (EN) 0000 0001 4038 3761 · LCCN (EN) no2011181764 · GND (DE) 1015614191 |